# Sylvia Ashton-Warner
Pour les articles homonymes, voir Sylvia Ashton, Ashton et Warner.
Sylvia Constance Ashton-Warner (17 décembre 1908 – 28 avril 1984) était une auteure et pédagogue néo-zélandaise.

## Biographie
Sylvia Ashton-Warner est née le 17 décembre 1908, à Stratford, en Nouvelle-Zélande. Fille d'institutrice, vivant dans une famille pauvre de 9 enfants, elle commence tôt, à 18 ans, à travailler comme enseignante. Elle a longtemps enseigné à des enfants maoris, faisant usage de méthodes souvent novatrices, qu'elle a décrites et défendues dans son ouvrage Teacher, paru en 1963, ainsi que dans les différents volumes de son autobiographie. Son succès découle d'une volonté de « libérer l'imagerie spontanée et de l'utiliser comme matériau d'apprentissage ».
Comme romancière, elle a produit plusieurs œuvres essentiellement centrées sur de forts personnages féminins. Son premier roman Spinster (1958) a été adapté au cinéma pour le film de 1961 Two Loves. 
Sylvia Ashton-Warner a été nommée Membre de l'Ordre de l'Empire Britannique pour services rendus à l'éducation et à la littérature en 1982.
Elle est décédée le 28 avril 1984, à Tauranga. L'histoire de sa vie a été adaptée au cinéma dans le film de 1985 Sylvia, basé sur son travail et ses écrits.

## Méthode «organique» de lecture et d'écriture
Les enfants maoris auxquels Ashton-Warner enseignait venaient de milieux pauvres et souvent illettrés. Elle défendait l'idée que les premiers mots d'un enfant qui entre dans la lecture doivent être ses propres mots, qu'ils doivent faire partie de sa vie et avoir une signification intense pour lui. Elle a appelé « organique » sa méthode d'apprentissage de la lecture et de l'écriture.
Ashton-Warner décrit dans son ouvrage Teacher une matinée avec des enfants qui entrent dans la lecture et l'écriture. La première étape est celle du « vocabulaire-clé » (Key Vocabulary). Chaque matin, elle demande à chaque enfant de lui donner un mot. Si l'enfant n'est pas inspiré, elle a une courte conversation avec lui, qui fera émerger des mots importants pour lui. Elle inscrit le mot en question sur un carton. L'enfant peut « jouer » avec ce mot quelque temps avant de le ranger dans une boite. À d'autres moments, elle demande aux enfants de recopier ces mots au tableau, ou de les sortir de leur boite pour les présenter à un camarade ou à toute la classe. L'enfant a donc différentes occasions de revenir sur ces mots. S'il ne reconnait plus un mot, celui-ci est écarté - c'est le signe, d'après Ashton-Warner, qu'il n'a pas assez d'importance pour lui.
Plus tard vient l' « écriture organique » (Organic Writing): elle écrit à la demande de chaque enfant une phrase ou deux. Les enfants vont avoir tendance à utiliser dans leurs phrases les mots qu'ils connaissent et qu'ils ont appris à écrire. Ainsi ils passent progressivement de la dictée à l'adulte à l'écriture.
Ces « livres » écrits (et illustrés) par les enfants servent de base à la « lecture organique » (Organic Reading). D'après Ashton-Warner, ils ont plus de sens pour eux que les albums, qui peuvent être attrayants mais qui représentent des individus et des activités qui ont peu en commun avec la réalité des enfants. Les enfants relisent leurs propres phrases avant de les partager avec d'autres élèves. Une discussion entre enfants s'ensuit, qui donne tout son sens aux étapes qui ont précédé. L'institutrice intervient le moins possible.
Cette méthode a été rapprochée de la méthode utilisée par Paulo Freire pour enseigner très rapidement lecture et écriture à des paysans illettrés au Brésil.

### Romans
- Spinster (1958), en français Anna et les Maoris (1961)
- Incense to Idols (1960)
- Bell Call (1964)
- Greenstone (1966)
- Three (1970)

### Ouvrages biographiques et de pédagogie
- Teacher (1963)
- Myself (1967)
- Spearpoint : « Teacher » in America (1972)
- I Passed This Way (1979)

### Biographies
- Sylvia ! The Biography of Sylvia Ashton-Warner, Lynley Hood, Viking, 272p, 1989,  (ISBN 9780670819379)
- Who is Sylvia? The Diary of a Biography, Lynley Hood, John McIndoe, 311p, 1990,  (ISBN 978-0868681214)